# 陣内智衣
陣内 智衣（じんのうち ともい、1978年9月30日 - ）は、ジョイスタッフ所属のフリーアナウンサーで、元石川テレビアナウンサー。

## プロフィール
埼玉県浦和市（現・さいたま市）出身。てんびん座、血液型はB型。愛称は「陣ちゃん（じんちゃん）」。
浦和市立高等学校（現さいたま市立浦和高等学校）卒業。
在学中、高校野球埼玉県大会や全国高校サッカー選手権大会に出場した際、チアリーダー部員として応援した。
獨協大学在学中、東京アナウンスセミナーに通っていた。大学卒業後、2002年4月から2年間NHK高知放送局のキャスターとして夕方の情報番組で活動。
またスポーツ中継や『おはよう日本』「西日本の旅」リポーターを務める。
2004年4月石川テレビ放送アナウンサーとなる。同社の地上デジタル放送推進大使も務めた。2007年3月に退社。現在はジョイスタッフに属し、フリーアナウンサーとして活動。
2010年6月、NHKアナウンサーの稲垣秀人と結婚。

## 現在出演中の番組
- シティーニュースおおた（JCN大田/キャスター）

## 過去出演した番組

### 石川テレビ時代出演番組
- FNN石川テレビスーパーニュース（メインキャスター、中継キャスター）
- FNNスピーク（キャスター、リポーター）
- 千客万来!ほのぼのサンデー
- 石川テレビドキュメンタリー番組〜アングル〜（ナレーション）
- 新春女子アナスペシャル

等多数

### NHK高知放送局時代の出演番組
- てれごじ。KOCHI キャスター（2002年4月 - 2003年3月）
- いきいきワイド とさ情報市 キャスター（2003年4月 - 2004年3月）

### フリー後の出演番組
- 土曜・日曜競馬実況中継（ラジオ日本/リポーター）
- TOKYOほっと情報〜都議会トピックス〜（テレビ東京/リポーター）
- 日経CNBCキャスター ※2011年の短期間

## エピソード
- 2005年3月、第21回FNSアナウンス大賞新人奨励賞を受賞